# Gun Professionals
『Gun Professionals』（ガン・プロフェッショナルズ）は、ホビージャパンから発行されていた、実銃及びトイガン関係の月刊専門雑誌。2012年2月創刊。2025年1月休刊。毎月27日発売。

## 概要
同じホビージャパンから発行されているミリタリー専門雑誌のアームズマガジンの増刊号として創刊された。アームズマガジンがトイガン、サバイバルゲームの記事を中心に展開しているのに対して、拳銃、軍用銃などの海外レポート記事を中心に展開する。これは2011年に50年近い歴史の幕を閉じた銃器専門誌月刊Gunと同様のスタンスであり、同誌に寄稿していたライターの多くがGun Professionalsに移動しているだけではなく、そのまま続けている連載記事も少なくない。しかし月刊Gunが日本国内では所持できない銃の記事が中心だったのに対し、Gun Professionalsでは、日本国内でも所持できる銃の国内レポートも載せる予定になっている。2025年から紙媒体は一旦休止してウェブマガジン、「Gun Professionals Web」として新たな展開を見せている。

## ライター
以下は、Gun Professionals HPの執筆陣一覧および、Gun Professionals VOL.0より抜粋。
床井雅美
Gun Professionals編集人。ドイツのデュッセルドルフを中心に軍用火器の研究を行う。ワシントンの国際小火器研究所(IRSAIS)常任アドバイザー。東京都生まれ。2014年2月号をもって役職を辞任、寄稿を終了したが2019年6月号よりリポートを再開している。
真丘智司
NRAメンバー、日本ライフル射撃協会会員、大日本猟友会間接構成員。2001年より毎年、個人の立場で"床井雅美講習会"を主催。"Fun Shooting"誌でライターとしてデビュー。真丘智司はGun Professionals副編集長、松尾哲司のライターネーム。東京都出身、東京都在住。
Turk Takano
元第一空挺団隊員。ペンシルベニア・ガンスミス・スクール卒。ライフルスミス。テキサス州ダラス在住。
E.Morohoshi
マシンガン、サウンド・サプレッサーなど、アメリカでも民間人では簡単には所持できないNFAウェポンをはじめ、タクティカル系を中心とした銃器レポートを行う。
Woody Kobayashi
千葉県生まれ。ビッグゲーム・ハンティングの世界に憧れ、ライフル一丁を手にアラスカへ渡る。北米大陸各地をはじめ、アラスカで長年ハンティングガイドの生活を行う。アラスカ州政府公認のビッグゲーム・ハンティング・ガイド。アラスカ州在住。
Toshi
愛知県生まれ。愛知大学エアライフル射撃部卒業後、東京デザイナー学院名古屋校グラフィック・デザイン科中退を経て、1987年渡米。半年のつもりが延びに延びて現在に至る。主にビンテージ系ハンドガンとモデルガンをからめたリポートを得意とする。カリフォリニア州からイリノイ州へ拠点を移したが現在はノースカロライナ州に落ち着く。
Akira
最新銃器からプロップ・ガン、シューティング・マッチの取材をおこなう。カリフォルニア州立大学卒。ロサンゼルス在住。
Terry Yano
兵庫県生まれ。日本国内でナイフ製作の経験を積んだ後、トリニダッド・ステイト・ジュニア・カレッジのガンスミス科を卒業。最新モデルからマイナーな名(迷)銃・珍銃など幅広いモデルを紹介。緻密な考察や詳細なリポートが好評を博している。テネシー州在住。
Shin
アームズマガジンの海外メインライターであり本誌にも寄稿。カリフォリニア州のガンスミス学校を卒業。USPSAでは2つの部門で最高位のグランドマスターの称号を持つ。
櫻井朋成
ヨーロッパに在住し欧州のメーカー取材を担当。CZ本社とのつながりが強くシャドウ2の開発に貢献したとされる。
Hiro Soga
LA在住で法執行機関の関係者とのコネクションを生かして様々な銃やポリスオフィサーを紹介。
くろがねゆう
1980年"月刊コンバットマガジン"の創刊で、プロのトイガン執筆家デビュー。特にモデルガンへの造詣が深く、同分野では国内屈指のライターであり、執筆活動の傍ら、漫画やTV・映画などの銃器指導、監修なども行う。Alaska Tactical Firearms Academy にて、ディフェンシブ・ハンドガン、タクティカル・カービン、タクティカル・ショットガン修了。
Daisuke Kobori
1969年栃木県生まれ。20代後半に散弾銃を所持し、射撃や狩猟に傾倒してゆく。プロのトランペット奏者という顔を持ち、ラスベガスのショーの際に立ち寄ったガンショップのレポートが、スピンオフ企画として"Fun Shooting"誌に掲載されたのをきっかけに、以後ライターとしての活動を始める。
Tornado Yoshida
WESTERNをこよなく愛し、GUN PLAYを得意技とする"荒野の早打ち旅芸人"。WHINCHSTERの銃砲所持許可を持ち、トイガンではFAST DROWやCOWBOY,SHOOTING、乗馬射撃など、幅広く挑戦中。Gun馬県出身、東京都在住。